# هيبوليت فيزو
آرماند هيبوليت لويس فيزو (بالفرنسية: Hippolyte Fizeau)‏ (1819 - 1896)، فيزيائي فرنسي. ولد في باريس. في بداية أعماله كانت اهتماماته تتعلق في تطوير العمليات الفوتوغرافية. ولكن لاحقاً، وبالمشاركة مع ليون فوكو، انخرط في سلسلة من التجارب حول العلاقة بين الضوء والحرارة. في عام 1848 تنبأ بظاهرة انزياح الموجات الطيف نحو اللون الأحمر. في عام 1889 نشرَ أولى نتائج محاولاته لقياس سرعة الضوء. في عام 1850 قام مع أي.غونيل بقياس سرعة الكهرباء.
في عام 1864 اقترح فيزو ان تصبح طول موجة الضوء مقياساً عالمياً للطول الموجي.
كما ساهم فيزو في اكتشاف ظاهرة دوبلر.
في عام 1853 وضّحَ استخدام المكثّفات كطريقة لزيادة كفاءة ملفات الحث الكهربائية، ثمّ فيما بعد قامَ بدراسة التمدد الحراري للأجسام الصلبة رابطاً ظاهرة تداخل الموجات الضوئية في قياس تمدد البلورات.
أصبح عضواً في الأكاديمية الفرنسية عام 1860. وفي عام 1878 أصبحَ عضواً في «مكتب خطوط الطول» الفرنسي (وهو مؤسسة علمية فرنسية).
مات فيزو في مقاطعة فينتيل الفرنسية في 18 / أيلول / 1896.

## روابط خارجية
- هيبوليت فيزو على موقع الموسوعة البريطانية (الإنجليزية)